# Campionati europei di nuoto 2010 - 200 metri stile libero femminili
Le qualifiche per la semifinale si sono svolte la mattina del 13 agosto 2010, mentre la semifinale si è svolta la sera dello stesso giorno. La finale si è svolta la sera del 14 agosto 2010.

## Medaglie
| Posizione | Atleta              | Paese    |
| --------- | ------------------- | -------- |
| Oro       | Federica Pellegrini | Italia   |
| Argento   | Silke Lippok        | Germania |
| Bronzo    | Ágnes Mutina        | Ungheria |

## Record
Prima della manifestazione il record del mondo (RM), il record europeo (EU) e il record dei campionati (RC) erano i seguenti.
| Record mondiale       | 1'52"98 | Federica Pellegrini Italia     | 29 luglio 2009 Roma, Italia     |
| Record europeo        | 1'52"98 | Federica Pellegrini Italia     | 29 luglio 2009 Roma, Italia     |
| Record dei campionati | 1'56"64 | Franziska van Almsick Germania | 3 agosto 2002 Berlino, Germania |

Durante la competizione sono stati migliorati i seguenti record:
| Data      | Evento        | Atleta              | Nazione | Tempo   | Record                |
| --------- | ------------- | ------------------- | ------- | ------- | --------------------- |
| 13 agosto | 2ª semifinale | Federica Pellegrini | Italia  | 1'56"53 | Record dei campionati |
| 14 agosto | Finale        | Federica Pellegrini | Italia  | 1'55"45 | Record dei campionati |

## Risultati batterie
| Pos. | Atleta                 | Nazionalità | Tempo       | Batteria    | Corsia      | Note        |
| ---- | ---------------------- | ----------- | ----------- | ----------- | ----------- | ----------- |
| 1    | Federica Pellegrini    | Italia      | 1:57.29     | 6           | 4           |             |
| 2    | Patricia Castro Ortega | Spagna      | 1:58.31     | 4           | 3           |             |
| 3    | Silke Lippok           | Germania    | 1:58.92     | 6           | 5           |             |
| 4    | Melanie Costa Schmid   | Spagna      | 1:59.51     | 6           | 7           |             |
| 5    | Evelyn Verrasztó       | Ungheria    | 1:59.54     | 6           | 2           |             |
| 6    | Femke Heemskerk        | Paesi Bassi | 1:59.63     | 4           | 4           |             |
| 7    | Jazmin Carlin          | Regno Unito | 1:59.78     | 4           | 5           |             |
| 8    | Coralie Balmy          | Francia     | 2:00.21     | 6           | 3           |             |
| 9    | Ágnes Mutina           | Ungheria    | 2:00.43     | 5           | 5           |             |
| 10   | Veronika Popova        | Russia      | 2:00.69     | 5           | 6           |             |
| 11   | Joanne Jackson         | Regno Unito | 2:00.75     | 5           | 3           |             |
| 12   | Nina Rangelova         | Bulgaria    | 2:00.85     | 5           | 7           |             |
| 13   | Katarina Filova        | Slovacchia  | 2:00.93     | 3           | 8           |             |
| 14   | Camille Muffat         | Francia     | 2:01.22     | 5           | 4           |             |
| 15   | Chiara Masini Luccetti | Italia      | 2:01.35     | 6           | 1           |             |
| 16   | Hannah Miley           | Regno Unito | 2:01.39     | 4           | 2           |             |
| 17   | Gabriella Fagundez     | Svezia      | 2:01.42     | 6           | 6           |             |
| 18   | Viktoriya Andreeva     | Russia      | 2:01.56     | 4           | 8           |             |
| 19   | Victoria Malyutina     | Russia      | 2:01.60     | 3           | 6           |             |
| 20   | Cecilie Johannessen    | Norvegia    | 2:01.95     | 5           | 1           |             |
| 21   | Clare Dawson           | Irlanda     | 2:01.96     | 4           | 7           |             |
| 22   | Melanie Nocher         | Irlanda     | 2:01.97     | 2           | 2           |             |
| 23   | Daria Belyakina        | Russia      | 2:02.41     | 5           | 2           |             |
| 24   | Elise Bouwens          | Paesi Bassi | 2:02.77     | 3           | 4           |             |
| 25   | Valeriya Podlesna      | Ucraina     | 2:02.81     | 3           | 2           |             |
| 25   | Sharon Van Rouwendaal  | Paesi Bassi | 2:02.81     | 5           | 8           |             |
| 27   | Henriette Stenkvist    | Svezia      | 2:03.43     | 3           | 3           |             |
| 28   | Verena Klocker         | Austria     | 2:04.68     | 3           | 5           |             |
| 29   | Anna Yevchak           | Ucraina     | 2:04.74     | 1           | 2           |             |
| 30   | Annelies De Mare       | Belgio      | 2:04.85     | 4           | 1           |             |
| 31   | Uschi Halbreiner       | Austria     | 2:04.96     | 2           | 6           |             |
| 32   | Marva Harpak           | Israele     | 2:05.03     | 1           | 7           |             |
| 33   | Annamaria Zombai       | Ungheria    | 2:05.40     | 2           | 3           |             |
| 34   | Amalie Emma Thomsen    | Danimarca   | 2:05.49     | 2           | 4           |             |
| 35   | Lenka Jarosova         | Rep. Ceca   | 2:05.62     | 2           | 1           |             |
| 36   | Saskia De Jonge        | Paesi Bassi | 2:05.96     | 3           | 7           |             |
| 37   | Nina Sovinek           | Slovenia    | 2:05.97     | 2           | 5           |             |
| 38   | Milica Ostojic         | Serbia      | 2:06.10     | 2           | 7           |             |
| 39   | Eszter Dara            | Ungheria    | 2:06.25     | 4           | 6           |             |
| 40   | Tijana Vukanovic       | Serbia      | 2:06.50     | 2           | 8           |             |
| 41   | Ursa Bezan             | Slovenia    | 2:06.70     | 3           | 1           |             |
| 42   | Aiste Dobrovolskaite   | Lituania    | 2:07.36     | 1           | 4           |             |
| 43   | Yesim Giresunlu        | Turchia     | 2:09.98     | 1           | 3           |             |
| 44   | Tess Grossmann         | Estonia     | 2:11.37     | 1           | 6           |             |
|      | Louise Jansen          | Danimarca   | non partita | non partita | non partita | non partita |
|      | Anna Stylianou         | Cipro       | non partita | non partita | non partita | non partita |

## Semifinali
| Pos. | Atleta                 | Nazionalità | Batteria | Corsia | Tempo   | Note                  |
| ---- | ---------------------- | ----------- | -------- | ------ | ------- | --------------------- |
| 1    | Federica Pellegrini    | Italia      | 2        | 4      | 1:56.53 | Record dei campionati |
| 2    | Ágnes Mutina           | Ungheria    | 2        | 2      | 1:57.19 |                       |
| 3    | Camille Muffat         | Francia     | 1        | 1      | 1:57.97 |                       |
| 4    | Evelyn Verrasztó       | Ungheria    | 2        | 3      | 1:58.07 |                       |
| 5    | Patricia Castro Ortega | Spagna      | 1        | 4      | 1:58.11 |                       |
| 6    | Femke Heemskerk        | Paesi Bassi | 1        | 3      | 1:58.28 |                       |
| 7    | Silke Lippok           | Germania    | 2        | 5      | 1:58.29 |                       |
| 8    | Coralie Balmy          | Francia     | 1        | 6      | 1:58.58 |                       |
| 9    | Joanne Jackson         | Regno Unito | 2        | 7      | 1:58.94 |                       |
| 10   | Nina Rangelova         | Bulgaria    | 1        | 7      | 1:59.41 |                       |
| 11   | Melanie Costa Schmid   | Spagna      | 1        | 5      | 1:59.61 |                       |
| 12   | Jazmin Carlin          | Regno Unito | 2        | 6      | 1:59.83 |                       |
| 13   | Veronika Popova        | Russia      | 1        | 2      | 2:00.17 |                       |
| 14   | Gabriella Fagundez     | Svezia      | 1        | 8      | 2:00.63 |                       |
| 15   | Chiara Masini Luccetti | Italia      | 2        | 8      | 2:01.15 |                       |
| 16   | Katarina Filova        | Slovacchia  | 2        | 1      | 2:01.91 |                       |

## Finale
| Pos. | Atleta                 | Nazionalità | Corsia | Tempo   | Note                  |
| ---- | ---------------------- | ----------- | ------ | ------- | --------------------- |
|      | Federica Pellegrini    | Italia      | 4      | 1:55.45 | Record dei campionati |
|      | Silke Lippok           | Germania    | 1      | 1:56.98 |                       |
|      | Ágnes Mutina           | Ungheria    | 5      | 1:57.12 |                       |
| 4    | Camille Muffat         | Francia     | 3      | 1:57.58 |                       |
| 5    | Evelyn Verrasztó       | Ungheria    | 6      | 1:57.90 |                       |
| 6    | Patricia Castro Ortega | Spagna      | 2      | 1:58.29 |                       |
| 7    | Femke Heemskerk        | Paesi Bassi | 7      | 1:58.46 |                       |
| 8    | Coralie Balmy          | Francia     | 8      | 1:58.78 |                       |